# ترکمان (اصطلاح قومی)
تُرکمان (به انگلیسی: Turkoman)، اصطلاحی است که در قرون وسطی برای تُرکان اغوز استفاده می‌شد. به گفته نویسندگان آن دوران، مانند ابوریحان بیرونی و مروزی، این اصطلاح به بخشی از تُرکان اوغوز که به اسلام گرویده بودند، اشاره داشته‌است. تُرکمان در مجموع یک اصطلاح است که از دوره‌های میانه، به همراه نام باستانی و آشنای تُرک و نام قبیله‌هایی مانند (افشار، بیات، بایندر، قایی، بیگدلی، سالور و …) برای اشاره به تُرکان اغوز که در آناتولی (ترکیه کنونی)، آذربایجان، ایران و ترکمنستان ساکن شده‌اند استفاده شده. تُرکمان را نباید با ترکمن (امروزی) اشتباه گرفت. ترکمان یک اصطلاح عمومی برای قبایل نیمه‌عشایر تُرک بود ولی ترکمن نام مخصوص یکی از اقوام ترک است.
در آناتولی، از اواخر قرون وسطی، آن را با عنوان «عثمانی» از نام دولت و سلسله حاکم (امپراتوری عثمانی) بکار می‌بردند. از قرن هفده میلادی در آذربایجان استفاده از آن متوقف شد، اما به عنوان خود نام قبایل نیمه عشایری تراکمه، یک گروه زیر قومی از مردم آذربایجان باقی ماند.
امروزه این اصطلاح هنوز توسط ترکمن‌های آسیای میانه (جمعیت اصلی ترکمنستان)، ترکمن‌های ایران، ترکمن‌های افغانستان، ترکمن‌های روسیه، ترکمان‌های عراقی و ترکمان‌های سوریه استفاده می‌شود.

## تاریخ

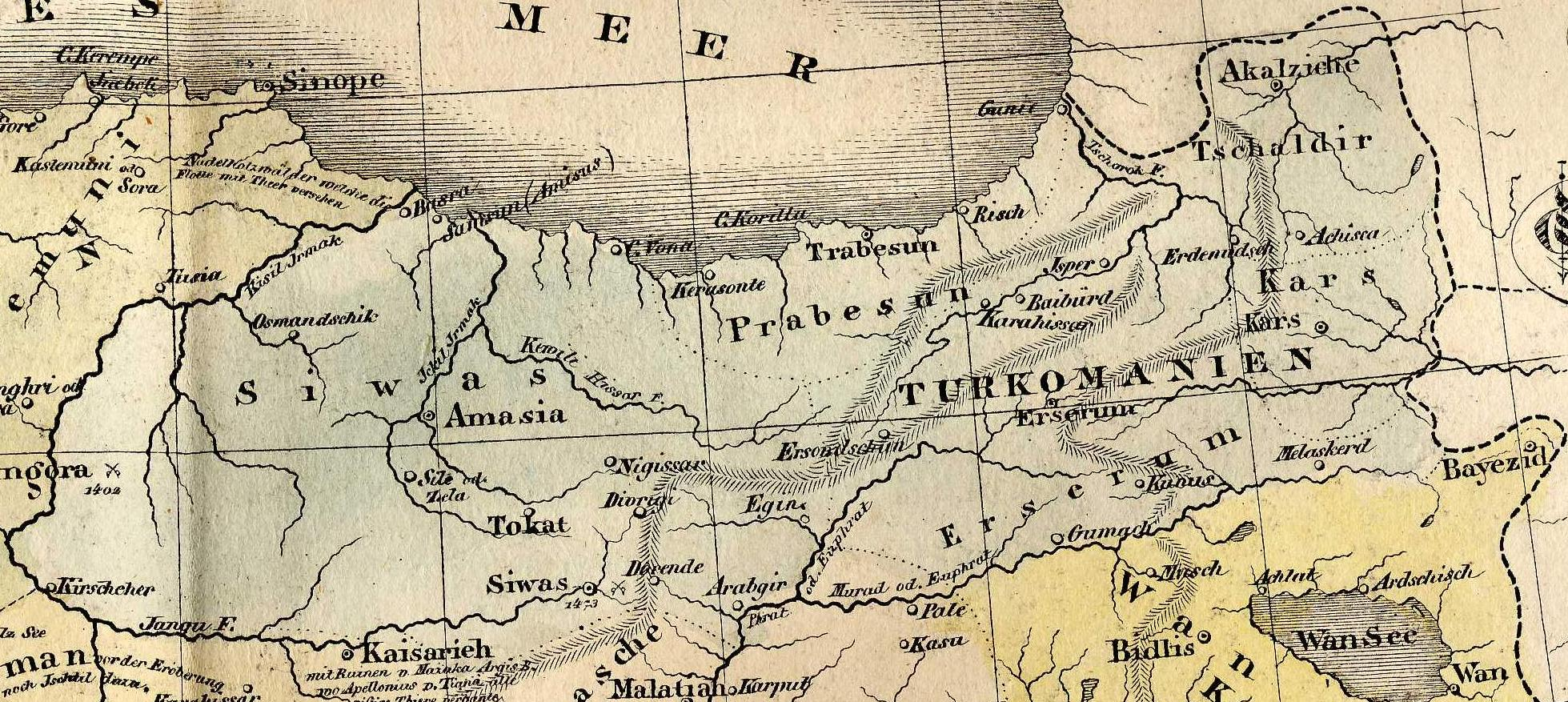
نقشه‌ای آلمانی که تُرکمانیه در امپراتوری عثمانی را نشان داده‌است (۱۸۲۹)

واژه‌های ترکمن و تُرکمان در گذشته به تمامی قبایل ترک‌تبار اغوز گفته می‌شد که این معنا با کاربرد قوم ترکمن امروزین تفاوت دارد. به این معنا که ترکمن‌های کنونی شاخه‌ای از ترکمن‌ها در نوشته‌های قدیمی فارسی هستند. برای اولین‌بار، اصطلاح «تُرکمن» یا «تُرکمان» در منابع چینی قرن هشتم و نهم میلادی ذکر شده‌است (به عنوان Тö-kü-möng، احتمالاً در یِدی‌سو). گسترش اصطلاح تُرکمان با گسترش نفوذ و فتوحات قسمتی از ترکان اوغوز که به اسلام گرویده بودند رخ داده‌است.
بیشترین گسترش اصطلاح ترکمان در دوران فتوحات امپراتوری سلجوقی اتفاق افتاده‌است. قبایل مسلمان تُرکان اوغوز در اطراف قبیله قنیق که هسته اصلی اتحادیه آینده امپراتوری سلجوقی و دولتی است که آن‌ها در قرن یازدهم ایجاد کردند، جمع شدند. از زمان سلجوقیان، سلاطین سلسله برای تقویت قدرت خود در مناطق مختلف خاورمیانه، شهرک‌های نظامی ایجاد کردند؛ بنابراین شهرک‌های بزرگ تُرکمان در سوریه، عراق و شرق آناتولی ایجاد شد. پس از نبرد ملازگرد، تُرکان اوغوز به‌طور گسترده در سراسر آناتولی و آذربایجان (منطقه تاریخی عمدتاً در شمال غربی ایران) مستقر شدند. در قرن یازدهم میلادی، تُرکمانان به‌طور متراکم در اران جمع شدند. نویسنده پارسی‌گوی قرن دوازدهم، ابوطاهر مروزی دربارهٔ تُرکمان‌ها چنین نوشت:
"ترکمان‌ها در سرزمین‌های اسلامی ساکن شده و شخصیت بسیار خوبی از خود نشان دادند. تا آنجا که آنها بر اکثر این سرزمین‌ها سلطنت می‌کنند، پادشاه و سلاطین از آنهاست …، آن‌ها قوی‌ترین مردم و پایدارترین افراد در جنگ و نبرد هستند "

## سلسله‌های تُرکمان

### امپراتوری سلجوقی

قلمرو امپراتوری سلجوقی در اوج قدرت از کوه‌های هندوکش تا مدیترانه

تُرکمانان سلجوقی (۱۱۹۴–۱۰۳۷ میلادی) به رهبری طغرل بیک با شکست دادن غزنویان در نبرد دندانقان، سلطنت خود در ایران و آسیای میانه را آغاز کردند. پس از طغرل و در دوره سلطنت آلپ ارسلان، سلجوقیان با پیروزی در نبرد ملازگرد که به اسارت امپراتور بیزانس (رومانوس دیوژن) منجر شد باعث ورود طوایف ترکمان به آناتولی (ترکیه کنونی) شدند، سلجوقیان پس از پیروزی بر امپراتوری بیزانس (امپراتوری روم شرقی) در نبرد ملازگرد به پیشروی خود ادامه داده و علاوه بر آسیای صغیر بر خاور نزدیک از جمله فلسطین نیز چیره شدند. پیروزی امپراتوری سلجوقی در نبرد ملازگرد تنها به شکست و اسارت امپراتور بیزانس (رومانوس دیوژن) منتهی نشد بلکه سد استوار امپراتوری بیزانس (امپراتوری روم شرقی) برای همیشه در برابر ایرانیان و مسلمانان فرو ریخت تا شروعی باشد برای رویدادهای بعدی در منطقه آسیای کوچک. در درازای یک سده جمعیت بزرگی از ترکهای اوغوز به سوی آناتولی مهاجرت کردند. تصرف آناتولی از سوی ترکان اغوز در عین حال موجب نجات جهان اسلام از مخاطرات و تهدیدات جدی امپراتوری بیزانس شد که با تصرف آسیای کوچک و ایجاد یک مدنیت نوین اسلامی برای جهان اسلامی موهبتی بود. بنیان امپراتوری سلجوقیان روم توسط نوادگان ارسلان اسرائیل از اولین پیامدهای این پیروزی است سلجوقیان در این نبرد یکی از بزرگ‌ترین پیروزی‌های عالم اسلام بر مسیحیت را کسب کردند که آن را به عنوان جهاد مقدس نامیدند و بعدها به دلیل اهمیتش توسط مورخان به جنگ خندق دوم دنیای اسلام معروف شد.
سلجوقیان مراکز آموزش عالی را تأسیس کردند و حامیان هنر و ادبیات بودند. دستاوردهای علمی در دوران سلطنت آنها توسط دانشمندانی مانند عمر خیام و امام محمد غزالی مشخص می‌شود. در دوره امپراتوری سلجوقی، فارسی به زبان ضبط تاریخی تبدیل شد، در حالی که مرکز فرهنگ زبان عربی از بغداد به قاهره تغییر یافت.بنیادگذاری مدارس نظامیه توسط خواجه نظام‌الملک طوسی در بغداد، بلخ، نیشابور و اصفهان از کوشش‌های فرهنگی این دوره است. برنامه درسی نظامیه ابتدا به مطالعات دینی، قوانین اسلامی، ادبیات عرب و علم حساب متمرکز شده و بعداً به تاریخ، ریاضیات، علوم فیزیکی و موسیقی نیز تعمیم یافته‌است.
امپراتوری سلجوقی، از نظر سیاسی و مذهبی، میراث محکمی را برای جهان اسلام به جا گذاشت. در دوره سلجوقی، شبکه ای از مدارس (دانشکده‌های اسلامی) تأسیس شد که قادر به آموزش به مدیران دولتی و علمای دینی بود. در میان بسیاری از مساجد که توسط سلاطین سلجوقی ساخته شده بود، می‌توان به مسجد بزرگ اصفهان (مسجد جامع) اشاره کرد. استقلال فرهنگی زبان فارسی (از زبان عربی) در امپراتوری سلجوقی شکوفا شد. از آنجا که سلجوقیان، سنت اسلامی یا میراث ادبی قوی از خود نداشتند، زبان فرهنگی مدرسان فارسی خود در اسلام را به کار گرفتند، بدین ترتیب زبان و ادبیات فارسی در کل ایران رواج یافت و زبان عربی در آن کشور جز در آثار معارف دینی ناپدید شد.

### امپراتوری عثمانی

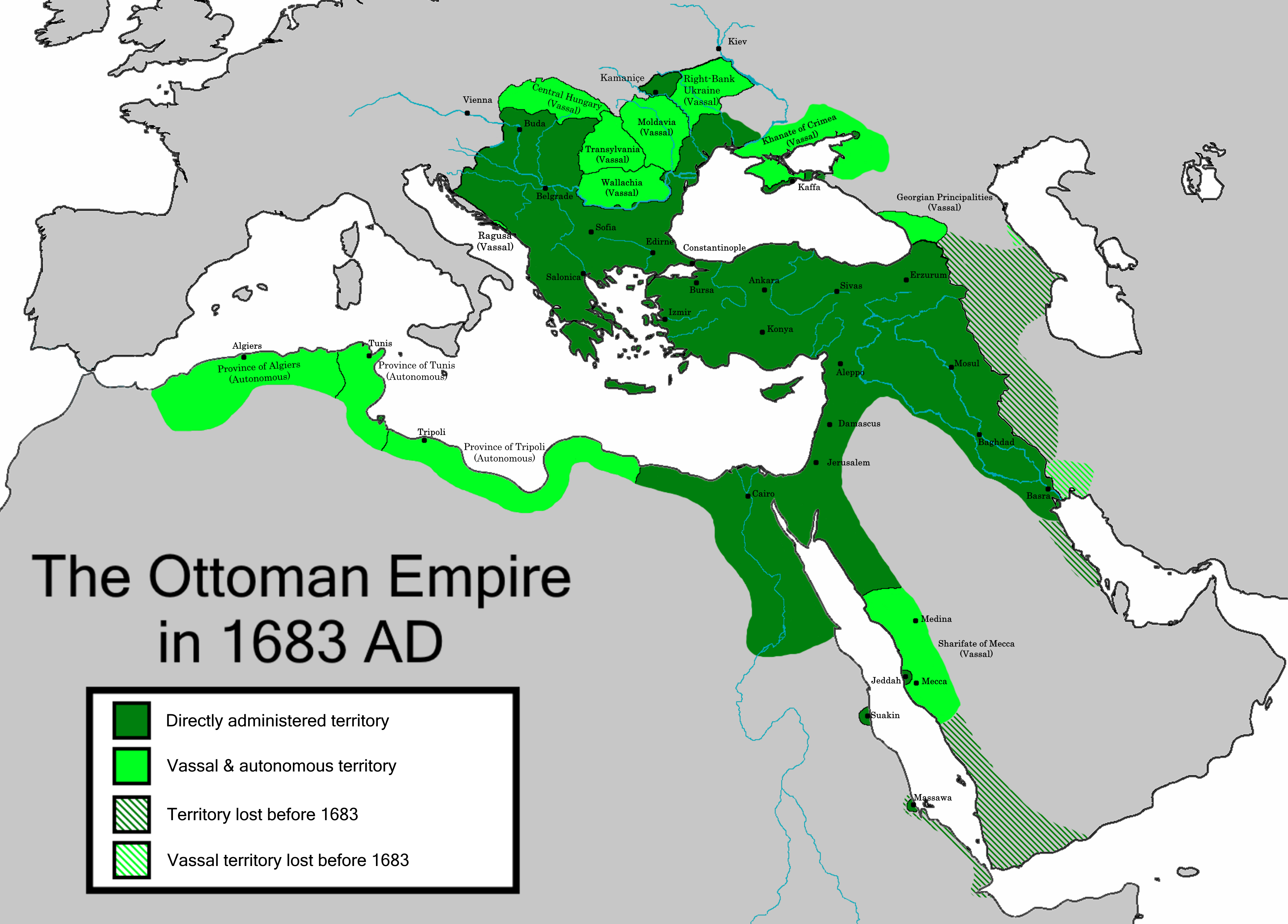
قلمرو امپراتوری عثمانی شامل کشورهایی از سه قاره

امپراتوری عثمانی یک امپراتوری مسلمان بود که چندین قرن بخش‌های بزرگی از جنوب شرق اروپا، غرب آسیا و شمال آفریقا را تحت کنترل خود داشت. این امپراتوری در اواخر قرن سیزدهم میلادی توسط رهبر قبایل تُرک اغوز یعنی عثمان یکم در سوگوت بنیان‌گذاشته شد و در سال ۱۳۵۴، با فتح بالکان، به اروپا راه یافت که بدین ترتیب دولت کوچک عثمانی به یک قدرت بین‌قاره‌ای تبدیل شد. تا سال ۱۴۵۳، عثمانیان همه قلمروی امپراتوری روم شرقی را ضمیمه خاک خود کردند و با فتح قسطنطنیه توسط سلطان محمد فاتح، پایتخت خود را به این شهر انتقال دادند.
در قرون شانزدهم و هفدهم میلادی، امپراتوری عثمانی در اوج گستره خود در زمان سلطان سلیمان قانونی، یک دولت چند فرهنگی و چند زبانی بود که همه جنوب شرق اروپا، بخش‌هایی از اروپای مرکزی و آسیای غربی، بخش‌هایی از شرق اروپا و قفقاز و قسمت‌های وسیعی در شمال و شاخ آفریقا را زیر فرمان خود درآورده بود. در آغاز قرن هفدهم، این دولت ۳۲ ولایت و تعداد زیادی دولت دست‌نشانده داشت که این دست‌نشاندگان در ادوار مختلف یا به ولایت‌های جدید تبدیل شدند یا توانستند از خودمختاری نسبی‌ای برخوردار باشند.
با توجه به موقعیت جغرافیایی پایتخت عثمانی، یعنی شهر قسطنطنیه، این امپراتوری به مدت شش قرن به پلی میان شرق و غرب تبدیل شده بود. در گذشته، باور بر این بود که این امپراتوری با مرگ سلیمان یکم، رو به زوال رفته‌است، با این حال تاریخ‌دانان معاصر بر این باورند که دولت عثمانی در طول قرن هفدهم و هجدهم با داشتن نیروی نظامی و اقتصاد نیرومند، کماکان یکی از قدرت‌های بزرگ جهان بود.

### خوارزمشاهیان

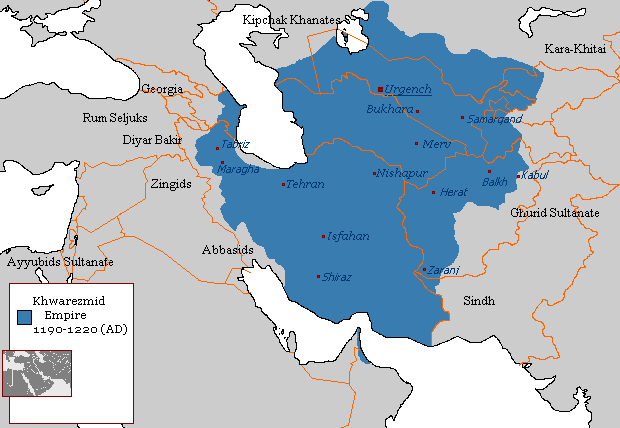
قلمرو امپراتوری خوارزمشاهی

پس از سلجوقیان، خوارزمشاهیان (۱۲۳۱–۱۰۷۷ میلادی) که دودمانی پارسی‌گوی با فرهنگ ترکی-ایرانی و سنی مذهب بود و توسط مملوکان تُرک شکل گرفت بر ایران و آسیای میانه حکومت کردند. خوارزمشاهیان ابتدا به عنوان حکومتی دست‌نشانده از طرف امپراتوری سلجوقی بوده و بعد از آن به صورت پادشاهی مستقل حکومت کردند. بنیانگذار این سلسله، انوشتکین بود که در سال ۱۰۷۷ میلادی توسط ملکشاه سلجوقی به عنوان حاکم خوارزم منصوب شد. فرزندان انوشتکین (تا پیش از ۱۱۵۷ میلادی) به نمایندگی از پادشاهان سلجوقی بر خوارزم حکمرانی می‌کردند. انوشتکین ممکن است متعلق به قبیله بیگدلی از ترکان اوغوز باشد.

### بیگ‌نشین‌های آناتولیایی
ملوک الطوائف ترکمن در آسیای کوچک دولت‌های خودمختار محلی در آسیای کوچک بودند که از بیگ خود فرمان می‌بردند. این دوره در پایان سده یازدهم میلادی آغاز شد و با فروپاشی فرمان روائی سلجوقیان روم در نیمه دوم سده سیزده شتاب گرفت. یکی از بیلیک‌ها، عثمان‌اوغلو از قبیله قایی از تُرکان اوغوز، از پایتختش در بورسا، اواخر قرن پانزدهم با فتح سایر مناطق آناتولی، بیلیک‌ها را به پایان رساند و به امپراتوری عثمانی تبدیل شد. کلمه «بِیلیک» (Beylik) واژه ای تُرکی و به معنی قلمرو تحت حاکمیت یک «بیگ» است که آن را معادل واژه «لرد» (Lord) در سایر جوامع اروپایی می‌دانند.

### قره‌قویون لوها

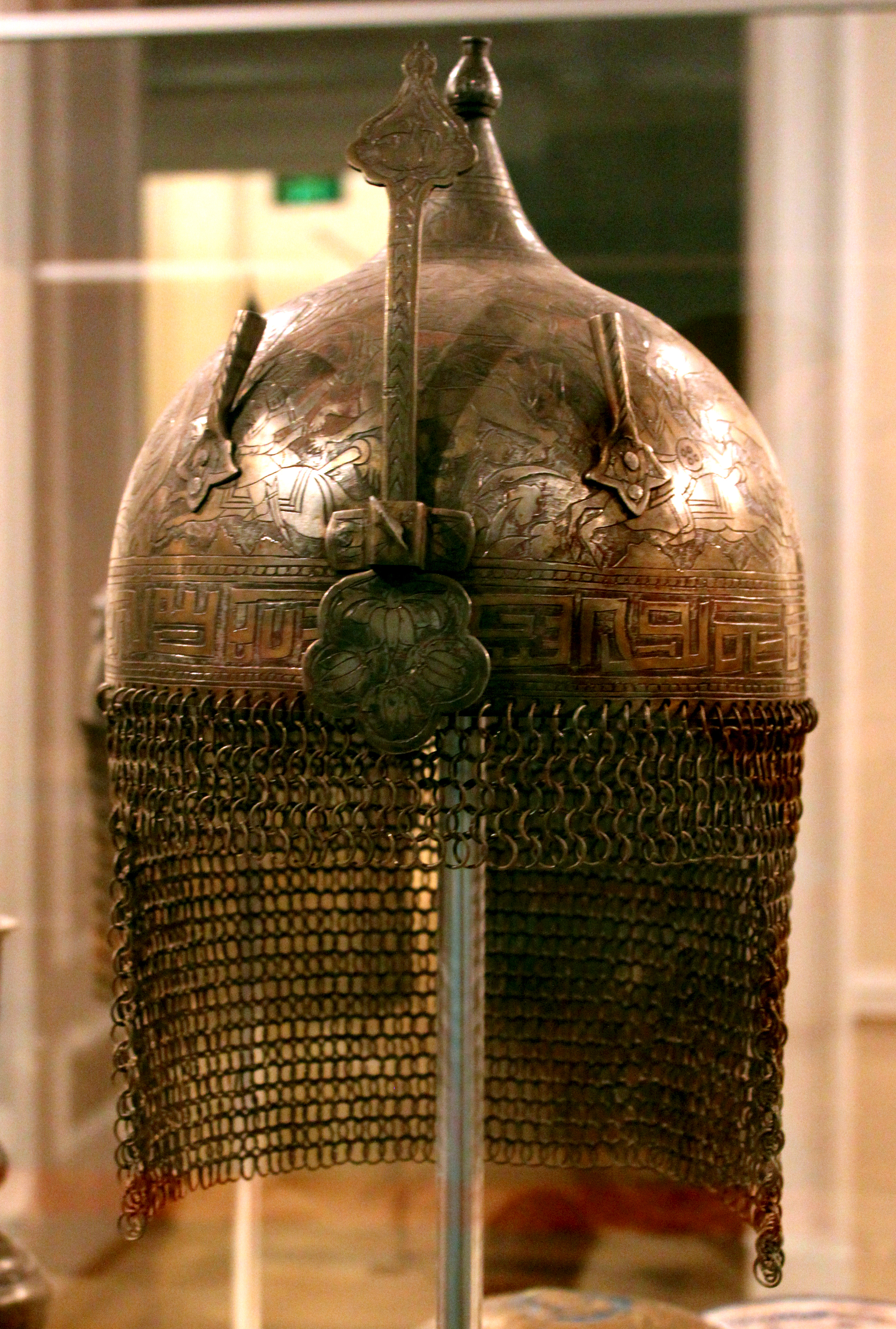
کلاه‌خود دوره قره‌قویون لوها

### دودمان زنگیان
زنگیان دودمانی از ترکمانان بودند که از سال ۵۰۶ تا ۶۳۸ بر سرزمین‌هایی فرمان راندند که امروز در شمال عراق و سوریه واقع است. پایتخت‌شان نخست حلب و از سال ۱۱۵۴م دمشق بود. بنیادگذار این دودمان، عمادالدین زنگی پسر آق‌سنقر از سرداران سلجوقیان بود و ایشان از همین رو به زنگیان آوازه یافتند. عمادالدین زنگی فرمانده ترکمان، حاکم عراق، موصل و حلب و مؤسس سلسله زنگیان است. وی فرماندهی نخستین ضدحمله مهم علیه پادشاهی صلیبیان را بر عهده داشت. او در اوج قدرت خود، شهر رها، که یکی از پایتخت‌های مهم صلیبی‌ها بود، را در سال ۱۱۴۴ پس از ۲۸ روز محاصره بازپس گرفت و باعث شد مسیحیان به فکر مرحلهٔ دوم جنگ‌های صلیبی بیفتند. این پیروزی، که اولین مورد بازپس‌گیری سرزمین‌ها از صلیبیان بود، او را در میان مسلمانان به قهرمان جهادی مشهور ساخت.

### اتابکان فارس
اتابکان فارس یا سَلغُریان گروهی از تُرکمان‌ها بودند که از نیمه قرن ۶ هجری (۱۲ میلادی) در زمان ضعف دولت سلجوقیان قدرت را در فارس به دست گرفتند.

### آق‌قویونلوها

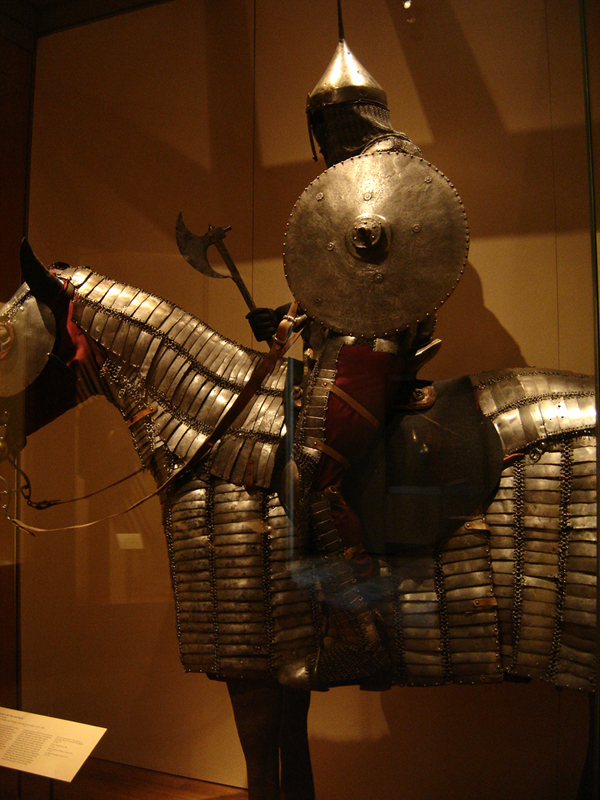
زره سواره‌نظام آق قویون لوها

با شکست گورکانیان از آق‌قویونلو (که از طوایف ترکمان بودند) و کشته شدن ابوسعید گورکان به دست سلطان اوزون حسن، قلمرو امپراتوری تیموری در بیشتر نقاط ایران به دست آق‌قویونلوها (۱۵۰۸–۱۳۷۸ میلادی) افتاد. اوزون حسن به عنوان مقتدرترین پادشاه آق‌قویونلو محسوب می‌شود، وی پدر بزرگ شاه اسماعیل صفوی از طرف مادری بود.

### قزلباشان

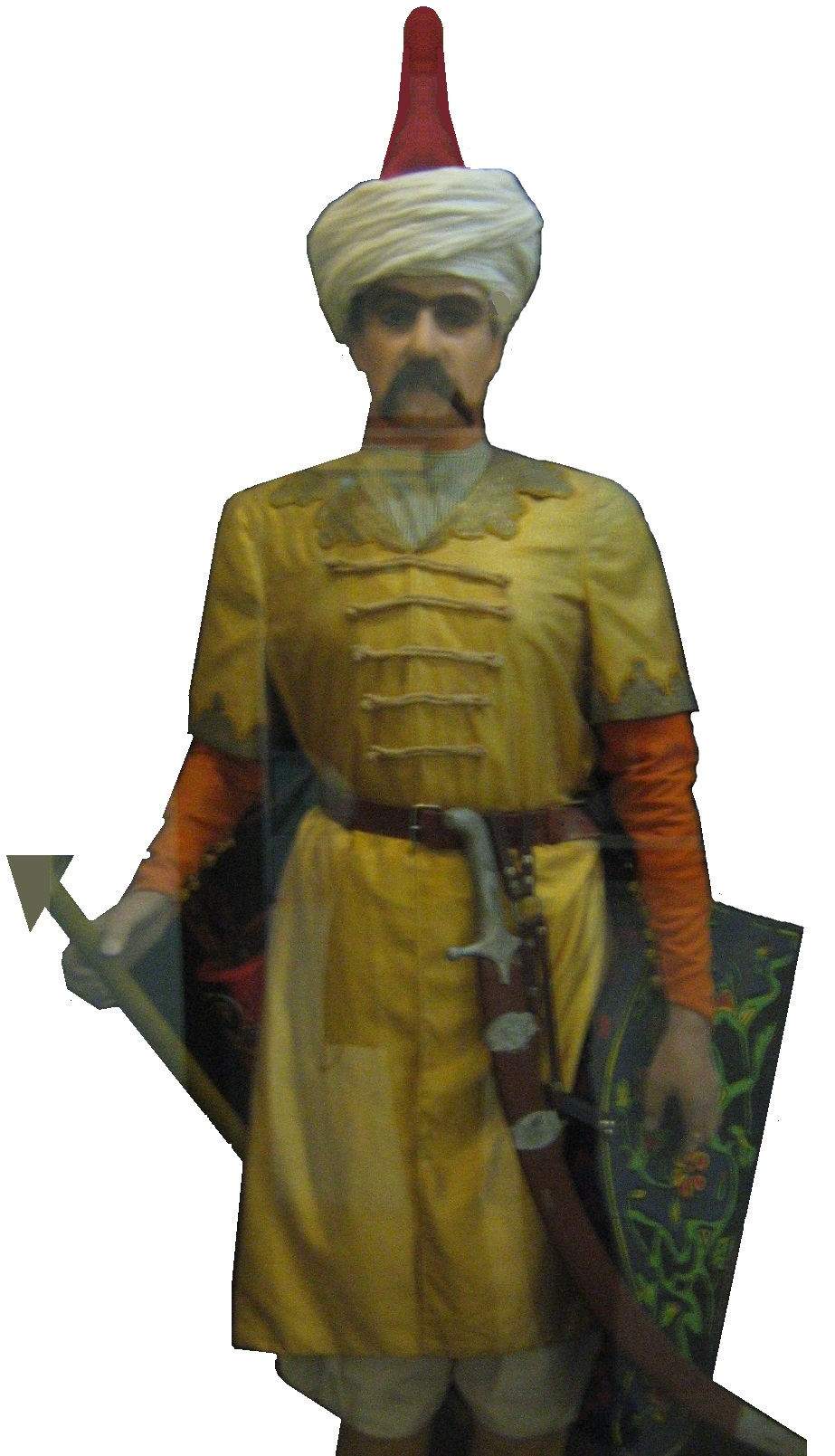
قزلباش

لغت قزلباش از دو واژهٔ ترکی آذربایجانیِ قزل به معنی «زرین و سرخ» و باش به معنی «سر» تشکیل یافته‌است. وجه تسمیهٔ آن مربوط می‌شود به کلاه سرخی که پیروان این طریقت به سر داشتند و توسط شیخ حیدر ــ پدر شاه اسماعیل اول ــ برای صوفیانِ مرید ابداع شده بود. ایلات قزلباش عمدتاً از ایلات تُرکمان آذربایجان و آناتولی شرقی تشکیل شده بود. با پیوستن خان‌ها و قبایل جنوب سبلان و ارسباران و مغان به قزلباش‌ها و فرمانبری کامل آن‌ها از شاه اسماعیل، قدرت و توان ارتش ایران، که آن زمان قزلباش نامیده می‌شد، بالا رفت. بعدها، با پیوستن ایل‌ها و قبایل کوچک قزلباش به یکدیگر، ایل بزرگ شاهسَوَن تشکیل شد. مجموعهٔ ترکمانان اصلیِ قزلباش متشکل از هفت ایل بود به نام‌های:
- ایل افشار
- ایل قاجار
- ایل تکلو
- ایل روملو
- ایل شاملو
- ایل استاجلو
- ایل ذوالقدر

به‌طورکلی به ارتش ایران در زمان صفویان، «قزلباش» می‌گفتند. در میان قزلباشان، قبایل تُرک از آناتولی شرقی و آذربایجان (که به شاه اسماعیل کمک کرده بودند تا با شکست آق قویونلو در تبریز تاجگذاری کند) از نظر تعداد و نفوذ بسیار مهم بودند و نام قزلباش معمولاً منحصراً برای آن‌ها کاربرد دارد.

### افشاریان

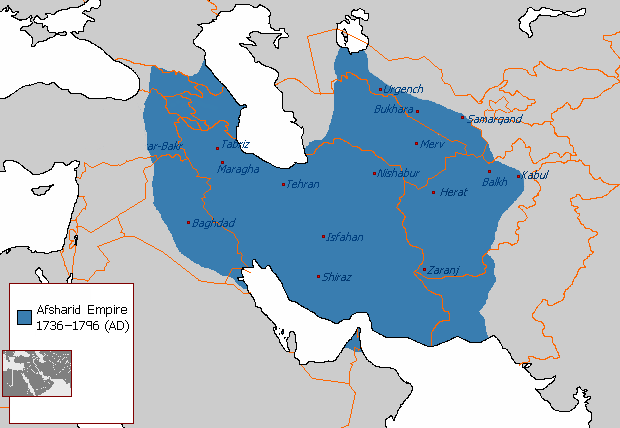
قلمرو ایران در دوره نادرشاه افشار

پس از اشغال ایران در دوران صفویه بوسیله افغان‌ها، نادر شاه افشار از ایل افشار (از ایلات تُرکمان) که از مشهورترین پادشاهان ایران، پس از اسلام است با سرکوب افغان‌ها، دودمان افشاریه را بنیان نهاد و از ۱۱۱۴ تا ۱۱۲۶ خورشیدی پادشاه ایران بود. بیرون راندن عثمانی و روسیه از کشور و تجدید استقلال ایران و نیز فتح دهلی و ترکستان و جنگ‌های پیروزمندانه او سبب شهرت وی شد. اَفشار یا اوشار یکی از ایل‌های تُرک اغوز (ترکمان) در زمان شاه اسماعیل صفوی همراه با شش ایل بزرگ تُرک (ایل شاملو، ایل قاجار، ایل روملو، ایل استاجلو، ایل تکه‌لو، و ایل ذوالقدر) از آناتولی عثمانی به ایران آمدند و پایه‌های دودمان صفوی و سپاه قزلباش را بنیاد گذاردند. این قبایل بعدها به نام مشترک قزلباش خوانده شدند.

### پادشاهی قاجار
پس از افشاریان، قاجاریان (۱۹۲۵–۱۷۹۴ میلادی) که نام دودمانی از تُرکمانان است از حدود سال ۱۱۷۴ تا ۱۳۰۴ هجری شمسی بر ایران به مدت صد و سی سال فرمان راندند. بنیان‌گذار این سلسله آغامحمدخان قاجار است. وی ابتدا در ساری مدعی سلطنت بر ایران شد و پایتخت خود را این شهر اعلام نمود و سپس پس از تصرف قفقازیه و سرکوب کلیه امراء و حکام داخلی در تهران مستقر شد و آن را دارالخلافه نامید و آخرین پادشاه قاجار، احمدشاه قاجار بود که در سال ۱۳۰۴ برکنار شد و رضاشاه پهلوی جای او را گرفت. جنگ‌های ایران و روسیه در دوره قاجار و قراردادهای ترکمانچای، گلستان و پاریس از مهم‌ترین وقایع دوران سلطنت قاجار است.